# 物活论
物活论（英語：Hylozoism）是一种认为物质在一定意义上具有生命的哲学观点，该观点可以追溯至前苏格拉底哲学的米利都学派，如泰勒斯和阿那克西美尼，该词由英国哲学家拉尔夫·库德沃思于1678年创造。